# Вашим
Вашим (англ. Washim) — город в индийском штате Махараштра. Административный центр округа Вашим. Средняя высота над уровнем моря — 545 метров. Население по состоянию на 2021 год население составляет 78 387 жителей.

## Демография
По данным всеиндийской переписи 2001 года, в городе проживало 62 863 человека, из которых мужчины составляли 52 %, женщины — соответственно 48 %. Уровень грамотности взрослого населения составлял 70 % (при общеиндийском показателе 59,5 %). 15 % населения было моложе 6 лет. Согласно переписи 2011 года, население Вашима составляло 78 387 жителей, из которых 40 262 мужчины и 38 125 женщин. Средний уровень грамотности Вашима составляет 88,71 %, что выше, чем в среднем по штату (82,34 %): грамотность мужчин составляет 91,99 %, а грамотность женщин — 86,49 %.